# Margarita de Escocia (santa)
Santa Margarita (Hungría, c.1045 — Castillo de Edimburgo, 16 de noviembre de 1093) era la hermana de Edgar Atheling, el heredero anglosajón a la corona de Inglaterra. Contrajo matrimonio con Malcolm III de Escocia, y se convirtió en su reina consorte.

## Primeros años
Hija del príncipe inglés Eduardo el Exiliado, hijo de Edmundo II Brazo de Hierro, Margarita nació en Hungría. La procedencia de su madre Ágata es polémica y se estima que pudo haber sido hija del rey San Esteban I de Hungría o familiar cercana de Gisela de Baviera, la esposa del monarca húngaro. Conforme a la creencia popular, Margarita era una persona muy seria, tanto, que nunca nadie pudo verla reír.
Margarita nació tras la muerte del rey San Esteban, durante un caótico periodo donde gobernaba Pedro Orseolo de Hungría, sobrino del fallecido monarca. Una salvaje revuelta pagana sucedió en 1046, cuando Margarita tenía tan sólo un año de edad. Todos los extranjeros que vivían en Hungría fueron atacados (principalmente germánicos, pues muchos habían acudido a apoyar a Orseolo), pero según se sabe, la pareja real inglesa y Margarita no fueron afectados por dicho caos (no han quedado fuentes que lo mencionen). En 1046 fue coronado el rey Andrés I de Hungría, quien luchó arduamente contra los paganos y reforzó el cristianismo con tal fervor, que fue conocido como "Andrés el Católico". Fue precisamente en esta atmósfera en la que creció Santa Margarita, lo que muy probablemente la llevó a una vida piadosa y devota a la religión de Cristo. Se estima que viajó a suelo inglés cerca de 1057, cuando su familia fue llamada a ocuparse de asuntos sucesorios en Inglaterra.

## Santa Margarita en Inglaterra
Cuando su tío, Eduardo el Confesor, el rey anglosajón y francófono de Inglaterra, murió en 1066, ella estaba viviendo en territorio inglés, donde su hermano, Edgar Atheling, había decidido reclamar el trono vacante. De acuerdo a la tradición, tras la conquista normanda de Inglaterra, la viuda Agatha había decidido dejar Northumbria en compañía de sus hijos y volver al continente, pero una tormenta desvió su barco a Escocia, donde buscaron la protección del rey Malcolm III. El sitio donde se presupone que desembarcaron se conoce actualmente como St Margaret's Hope (La Esperanza de Santa Margarita), próximo a la villa North Queensferry. Malcolm era probablemente viudo y se sintió atraído por la idea de casarse con alguna de las pocas mujeres restantes de la familia real anglosajona. El matrimonio de Malcolm y Margarita tuvo lugar poco después y fue seguido por numerosas invasiones de Northumbria por el rey escocés, probablemente en apoyo de los reclamos de su cuñado Edgar. Esto, sin embargo, tuvo muy poco resultado sobre la destrucción de la provincia.

## Familia
Margarita y Malcolm tuvieron ocho hijos, seis varones y dos mujeres:
1. Edward, asesinado en 1093.
2. Edmundo de Escocia.
3. Ethelred, abad de Dunkeld.
4. Edgardo de Escocia.
5. Alejandro I de Escocia.
6. David I de Escocia, quien también fue canonizado como santo.
7. Edith de Escocia, también conocida como Matilde, contrajo matrimonio con Enrique I de Inglaterra, de donde proviene la actual familia real de Inglaterra.
8. María de Escocia, casada con Eustaquio III de Boloña.

Su marido, Malcolm III, y su primogénito, Edward, murieron en el asedio contra los ingleses en el castillo de Alnwic, el 13 de noviembre de 1093. Su hijo Edmundo fue el responsable de informarle sobre sus respectivas muertes. Margarita estaba enferma y falleció tres días después, el 16 de noviembre de 1093. Sus hijos intentaron ocultar la muerte de su hermano y su padre, pero Margarita se percató y murió al poco tiempo. De los hijos de Margarita, dos llegaron a ser santos y tres fueron reyes.

## Margarita y la cultura escocesa

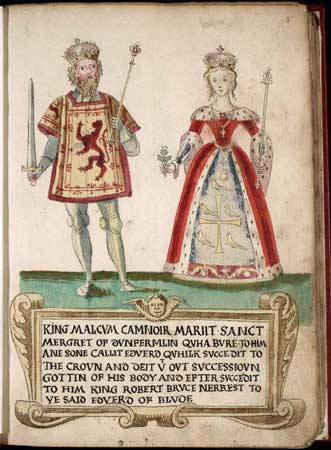
Malcolm y Margarita en una armadura del.

Es interesante que, mientras los hijos de Malcolm con su primera esposa Ingibjörg todos recibieron nombres gaélicos, aquellos con Margarita no lo hicieron. La tradición posterior suele señalar a Margarita como la responsable de comenzar a mermar la cultura gaélica en las tierras bajas y en Escocia, en general. Los nombres de los hijos de Margarita tenían probablemente la intención de servir a las demandas de esta al trono anglosajón en el período anterior al que se reconociera de forma plena el dominio normando, por lo que recibieron nombres anglosajones. De hecho, en Gaeldom, no se la suele considerar una santa, sino que se le hace referencia como Mairead/Maighread nam Mallachd: Margarita la Abominable.
Además, es improbable que hayan sido vistos originalmente como sucesores al trono escocés, ya que Malcolm tenía otros hijos mayores y hermanos en mejores condiciones para sucederlo. Así, Margarita apoyaba libremente a los párrocos gaélicos, y el gaélico siguió siendo un idioma muy difundido al norte de Gran Bretaña. Sin embargo, estos hijos sostenían a su herencia anglosajona como algo importante, ya que esto último fue uno de los dispositivos principales para legitimar la autoridad de los reyes escoceses en la anglófona Lothian y el norte de Inglaterra.

## Veneración
Margarita fue canonizada en 1251 por el Papa Inocencio IV como resultado de su santidad personal y su fidelidad a la Iglesia. Atendía personalmente a los huérfanos y a los pobres antes de probar bocado, y se levantaba todas las medianoches para asistir a los servicios eclesiásticos. La Iglesia católica fijó, primeramente, la fiesta de Santa Margarita de Escocia el 10 de junio; desde mediados del siglo XX la fiesta se celebra el día de su fallecimiento, 16 de noviembre.
En Escocia, la Universidad Queen Margaret —fundada en 1875, en Musselburgh (concejo de East Lothian—, el Hospital Queen Margaret —en las afueras de Dunfermline, (concejo de Fife)—, Queensferry del Norte, Queensferry del Sur y otras calles en Dunfermline reciben su nombre.
En América del Norte, existe en su honor una Parroquia en Zapopan, (Jalisco, México) y una floreciente comunidad en la misma ciudad. También el Colegio Santa Margarita, en Viña del Mar, (Valparaíso, Chile); la Parroquia Santa Margarita de Escocia en la comuna de La Florida, en la ciudad de Santiago de Chile, en la que fue entronizada una reliquia suya el día 28 de agosto de 2022, con una ceremonia que contó con gaitas escocesas que ese día sonaron en honor a la Santa y para gloria de Dios. Además, el Colegio Santa Margarita, en Lima, Perú; la capilla Santa Margarita de Escocia que funciona dentro del Country Club Martindale de Pilar (Buenos Aires) en la República Argentina.
También es venerada en una capilla del departamento San Justo en la provincia de Córdoba ubicada en la localidad de El Fortín, Diócesis de San Francisco. Siendo la fiesta patronal el 16 de noviembre.